# 27413 Ambruster
27413 Ambruster è un asteroide della fascia principale. Scoperto nel 2000, presenta un'orbita caratterizzata da un semiasse maggiore pari a 2,2966305 UA e da un'eccentricità di 0,1137409, inclinata di 12,03921° rispetto all'eclittica.